# Pintura
|  | Per a altres significats, vegeu «Pintura (desambiguació)». |

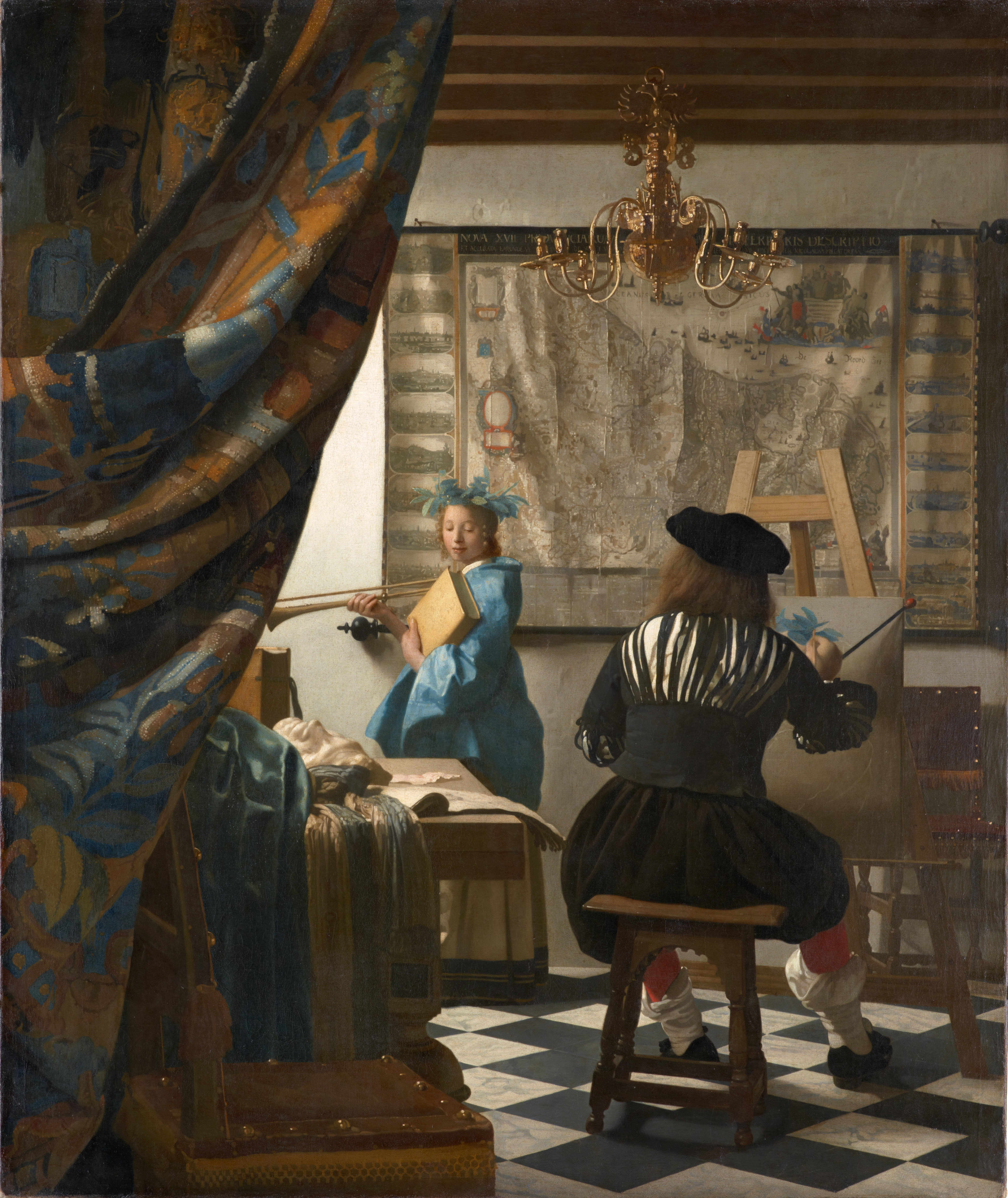
Al·legoria de l'art de la pintura de Vermeer (1665) Kunsthistorisches Museum de Viena

La pintura és l'art de pintar, d'expressar-se sobre una superfície mitjançant formes i colors. La pràctica de l'art de pintar consisteix a aplicar una tècnica concreta damunt una superfície determinada, sia un full de paper, un llenç, un mur, una fusta o un retall de teixit. La finalitat n'és obtenir una composició amb les formes, colors, textures i el dibuix, que dona lloc a una obra d'art d'acord amb uns principis estètics.
Una gran part de la pintura a l'art occidental i oriental està dominada per motius religiosos; exemples d'aquest tipus de pintura són les escenes bíbliques realitzades des de les parets de les catacumbes als interiors i el sostre de la capella Sixtina, o en l'art oriental les escenes de la vida de Buda o les pintures egípcies de les tombes dels faraons, que representaven el pas a la immortalitat.
L'arquitecte i teòric del classicisme André Félibien (segle xvii), en el pròleg de les Conferències de l'Acadèmia francesa, va determinar una jerarquia de gèneres de la pintura clàssica; aquests són: «la història, el retrat, el paisatge, els mars, les flors i els fruits».
La pintura és una de les expressions artístiques humanes més antigues i una de les sis Belles Arts. Dins l'estètica o la teoria de l'art modernes, la pintura és considerada com una categoria universal que comprèn totes les creacions artístiques fetes sobre superfícies. Una categoria aplicable a qualsevol tècnica o tipus de suport físic o material, incloent-hi els suports o les tècniques efímeres, així com els suports o les tècniques digitals.

## Definició
Una pintura és el suport pintat, sigui un mur, un quadre o una làmina. El mot pintura s'aplica també al color preparat per a pintar, associat o no a una tècnica de pintura; en aquest sentit, és emprat en la classificació de la pintura atenent a les tècniques de pintar, per exemple: «pintura al fresc» o «pintura a l'oli».
La classificació de la pintura pot atendre a criteris temàtics, com la «pintura històrica» o la «pintura de gènere». O a criteris històrics basats en els períodes de la història de l'Art, com la «pintura prehistòrica», la «pintura gòtica» i, en general, per a qualsevol període de la història de la pintura.
Les pintures són obres d'art i atenent al seu sentit estètic Ernst Gombrich comenta: No hi ha res de dolent en el fet que ens delectem en el quadre d'un paisatge perquè ens recorda la nostra casa o en un retrat perquè ens recorda un amic, ja que com a persones que som, quan mirem una obra d'art ho fem sotmesos al record d'una munió de coses que, per bé o per mal, influeixen sobre els nostres gustos. I parafrasejant Arnold Hauser:  Les interpretem (les pintures) d'acord amb les nostres pròpies finalitats i aspiracions, els traslladem un sentit, l'origen del qual està en les nostres formes de vida i hàbits mentals. Ernst Bloch, en L'esperit de la utopia (1918), defensa l'art no figuratiu, relacionant-lo amb una concepció utòpica de l'individu com un destí no revelat, però present de manera inconscient en el més profund de l'ésser humà. Si la tasca de la pintura fos posar-nos davant dels ulls l'aire i la preciosa vastitud de l'espai i de tota la resta, valdria més anar a gaudir de tot allò directament i de franc. Erwin Panofsky i altres historiadors de l'art analitzen el contingut de les pintures mitjançant la iconografia (forma) i la iconologia (el seu contingut).

## Història de la pintura

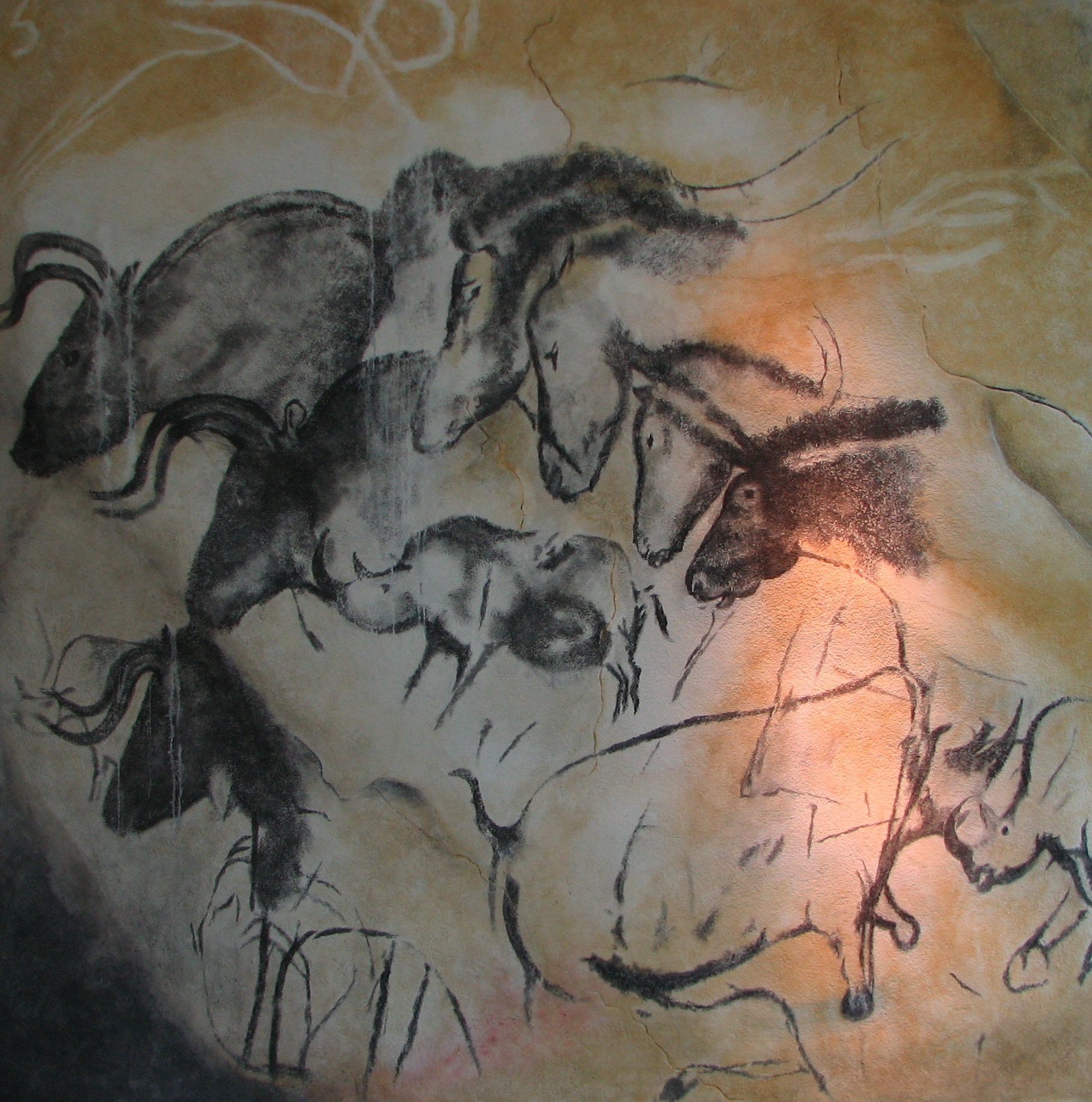
Rèplica d'unes pintures de la cova de Chauvet del període aurinyacià

La Gioconda, pintura del renaixement per Leonardo da Vinci

La història de la pintura comprèn tota la pintura realitzada des de la prehistòria fins a l'edat contemporània. Inclou totes les representacions executades amb diferents tècniques i els canvis produïts al llarg del temps, canvis que coincideixen amb els que s'ha produït de manera paral·lela en la història de l'art, tant en el seu context temporal com cultural.
L'anomenat art parietal, que consistí en la producció de pintura mural dins les coves, es concentrà principalment en zones pirinenques tant de França com d'Espanya, a la costa mediterrània (art llevantí). Altres mostres menys importants s'han trobat a Portugal, Nord d'Àfrica, Itàlia i Europa oriental. Les pintures rupestres més antigues conegudes es troben a la cova de Chauvet, a França, i alguns historiadors les daten en uns 32.000 anys, entre els període aurinyacià i gravetià. En la seva elaboració, van fer servir ocre d'argila, vermell d'òxid de ferro i negre de diòxid de manganès. També cal destacar les pintures de les coves de Lascaux i d'Altamira; allà apareixen dibuixats rinoceronts, lleons, búfals, mamuts, cavalls i éssers humans que sovint estan realitzant actes de caça.
Les imatges que es poden contemplar en les parets de les tombes egípcies, que es remunten a uns 5.000 anys, són escenes de la vida quotidiana i de caràcter mitològic. Presenten els trets característics de l'art egipci, amb figures de perfil, en les quals es tenia en compte la mida i, d'aquesta manera, es distingia el rang social del representat. Pel que fa a l'antiga Roma, era normal decorar els murs de les cases i dels palaus principals; alguns dels exemples més ben conservats es troben a Pompeia i Herculà. En un altre context, dins l'anomenat art paleocristià, es decoraren les catacumbes amb escenes del Nou Testament i sovint amb la presència de Jesús com el «Bon pastor». Les figures eren representacions estàtiques amb uns grans ulls que semblaven mirar l'espectador; aquest estil va tenir continuïtat en l'escola romana d'Orient de Constantinoble.
La pintura romànica es desenvolupà entre els segles xii i xiii, i els exemples més interessants corresponen a pintures que es troben en esglésies del sud de França i de Catalunya. Les obres, la majoria de les vegades, són de temàtica religiosa i estan situades als absis i als murs de les esglésies; són habituals representacions del pantocràtor, la Mare de Déu i la vida dels sants. Amb l'arribada del gòtic, i fonamentalment a França i a Itàlia, a més a més de la temàtica religiosa, es tractaren temes laics. Entre tots, sobresurt la figura de l'artista italià Giotto di Bondone.
La pintura del Renaixement va estar molt influïda per l'antiguitat clàssica. En aquesta època, es va desenvolupar la perspectiva lineal, el coneixement de l'anatomia humana aplicat a la pintura, i es descobrí i aplicà la tècnica de l'oli. Va ser una època de grans artistes, entre els quals destacaren Leonardo da Vinci, Miquel Àngel, Rafael Sanzio i Ticià. Pel que fa a les obres, serveixen de referent, per una banda, el quadre de La Gioconda, obra en què Leonardo aplica tècniques innovadores com l'sfumato i el clarobscur; per l'altra, una obra magna per les seves dimensions i per la seva qualitat: els frescs de la capella Sixtina realitzats per Miquel Àngel. Cal tenir en compte també els artistes del nord d'Europa que van emprar especialment temes simbòlics; entre ells, cal citar els germans Van Eyck (Països Baixos) i Dürer (Alemanya); aquest darrer fou pintor i humanista.
L'església de la Contrareforma impulsà un tipus d'art religiós molt autèntic amb el qual s'intentà contrarestar l'amenaça del protestantisme. D'aquesta manera, les convencions artificials dels manieristes que havien dominat l'art durant gairebé un segle, ja no eren les més adequades. Les dues característiques més importants del manierisme foren el rebuig de les normes i l'aposta per la llibertat en la composició, en els colors i en les formes. La novetat dels caravaggistes era un naturalisme radical que combinava l'observació física detallada i el clarobscur, l'ús de la llum i les ombres, un recurs fins i tot teatral i dramàtic. Caravaggio i Annibale Carracci són dos pintors coetanis, considerats decisius en la conformació pictòrica de la pintura barroca, una pintura caracteritzada pel dinamisme i el tipus de composició. Entre els artistes més rellevants, cal destacar Rembrandt, Velázquez i Rubens. Durant la primera meitat del segle xviii, es va imposar el rococó, un estil més alegre i festiu que el barroc. Fou a França i Alemanya on va tenir un impuls més gran.

Llaunes de sopa Campbell's dissenyades per Warhol l'any 1962

El romanticisme de principis del segle xix pretenia expressar estats d'ànims i sentiments intensos. A França, el pintor més rellevant fou Delacroix; al Regne Unit, Constable i Turner; als Estats Units, Thomas Cole i a Espanya Francisco de Goya. Amb la invenció de la fotografia a mitjan segle xix, la pintura va començar a perdre el seu objectiu històric de proporcionar una imatge realista; l'impressionisme, amb Manet de capdavanter, és l'estil de les pinzellades soltes i la juxtaposició de colors, sense un interès concret en els detalls.
A partir d'inicis del segle xx, la pintura es caracteritza per la diversitat de corrents estilístics: el fauvisme rebutja els colors tradicionals i s'acosta a colors violents, l'expressionisme pretén mostrar més els sentiments que la reproducció fidel de la realitat, i el cubisme –amb Georges Braque i Picasso– impulsa la descomposició de les imatges tridimensionals en punts de vista bidimensionals; la pintura abstracta en serà l'hereva del cubisme. Entre els anys 1940-1950, a Nova York, es va desenvolupar l'anomenat expressionisme abstracte, i l'art pop és un estil una mica posterior, amb Andy Warhol com el seu màxim exponent. Un altre estil a destacar és el minimalisme, que es caracteritza per la reducció de la pintura a formes geomètriques. El segle XXI segueix sota les directrius d'un gran pluralisme i les obres es continuen realitzant dins una àmplia varietat d'estils i de principis estètics.

## Gèneres pictòrics

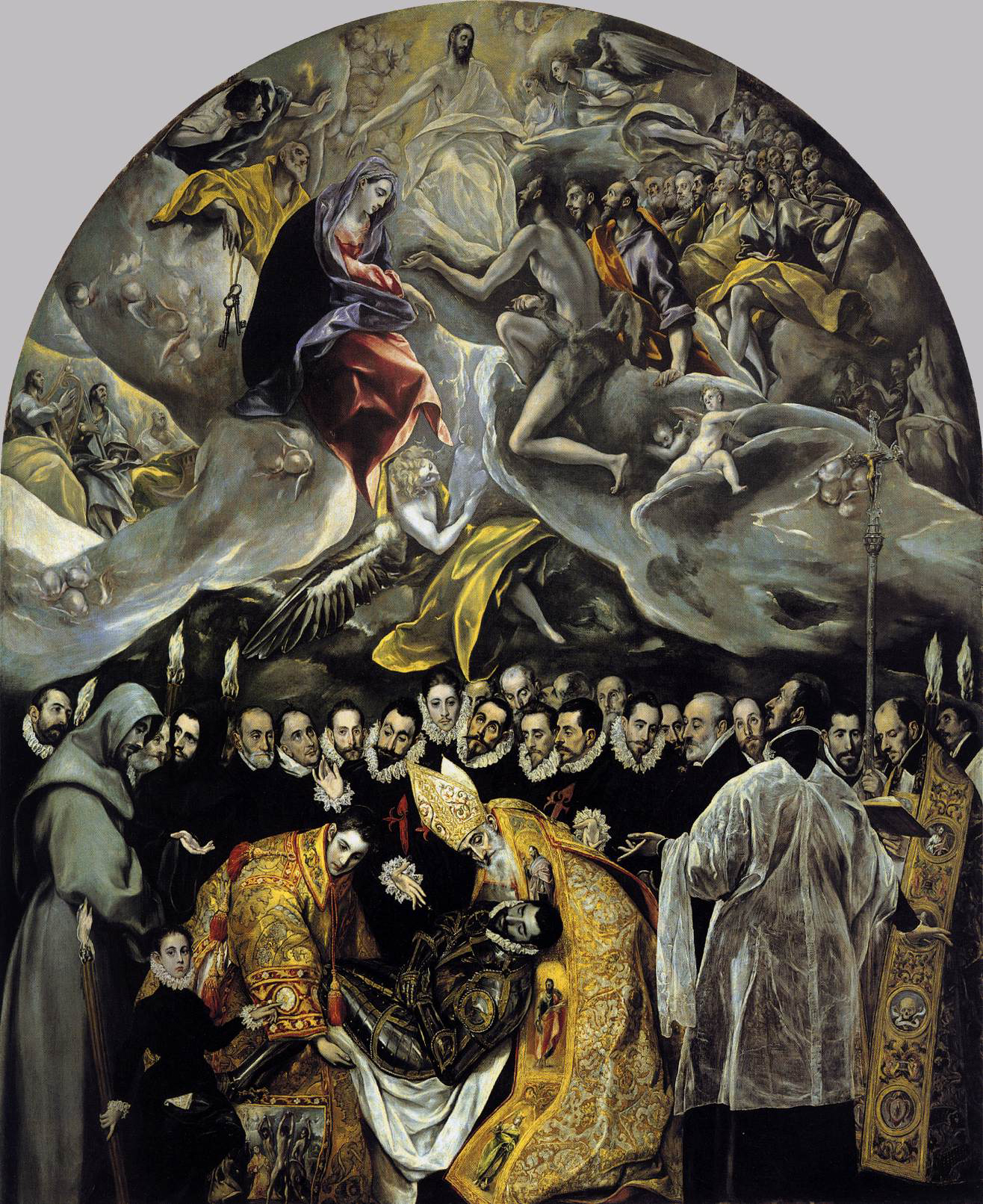
Pintura històrica: L'enterrament del comte d'Orgaz (1586-1588), d'El Greco.

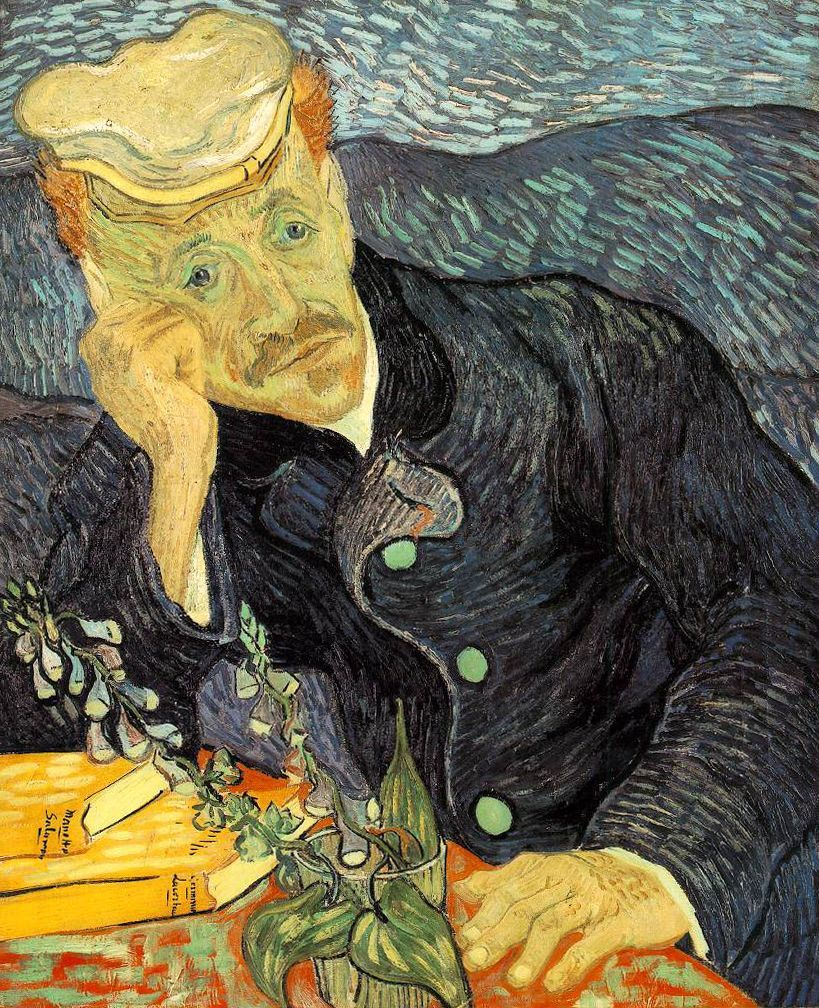
Retrat: El doctor Paul Gachet (1890) de Van Gogh

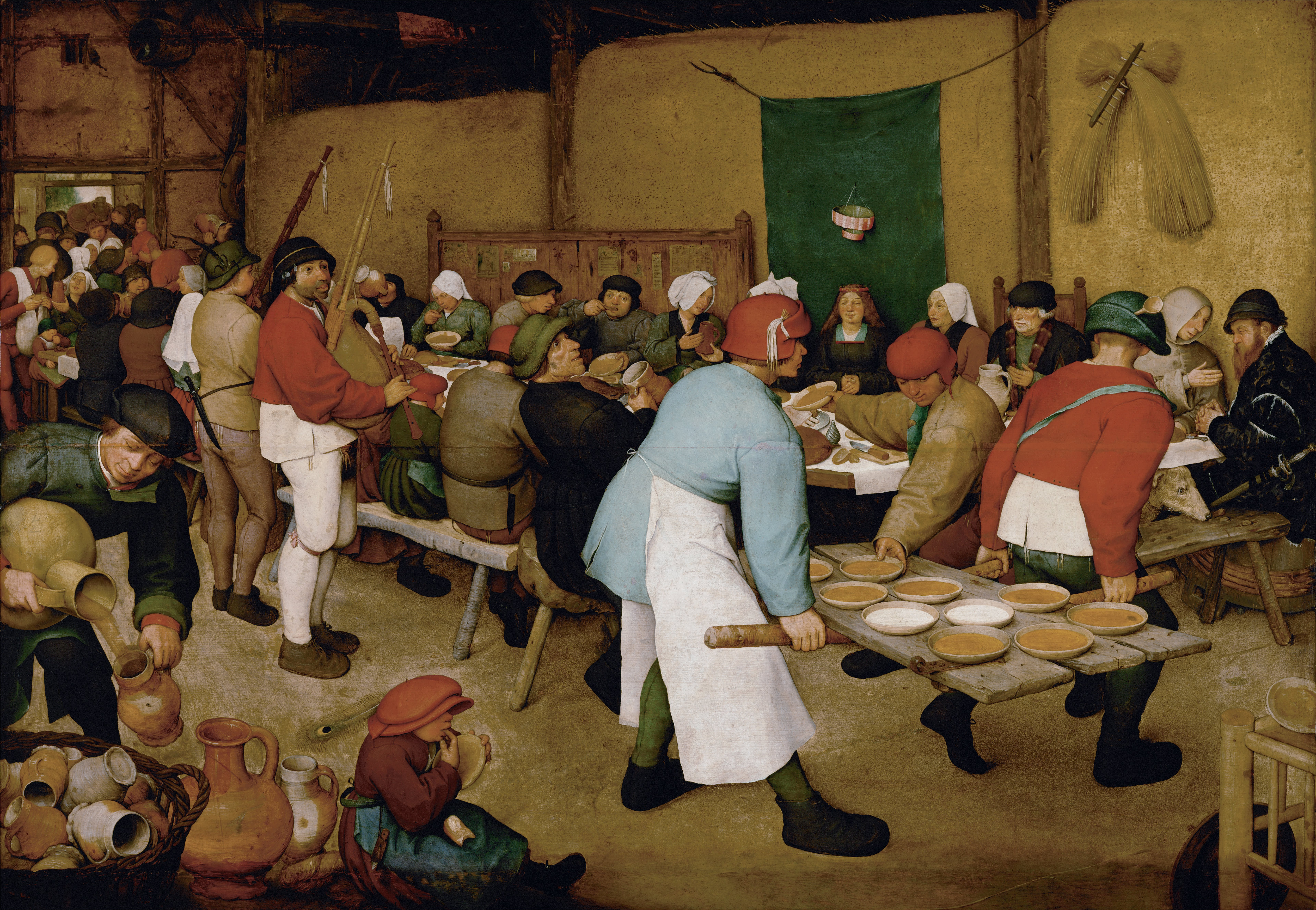
Pintura de gènere: Les noces camperoles (1568), de Pieter Brueghel el Vell

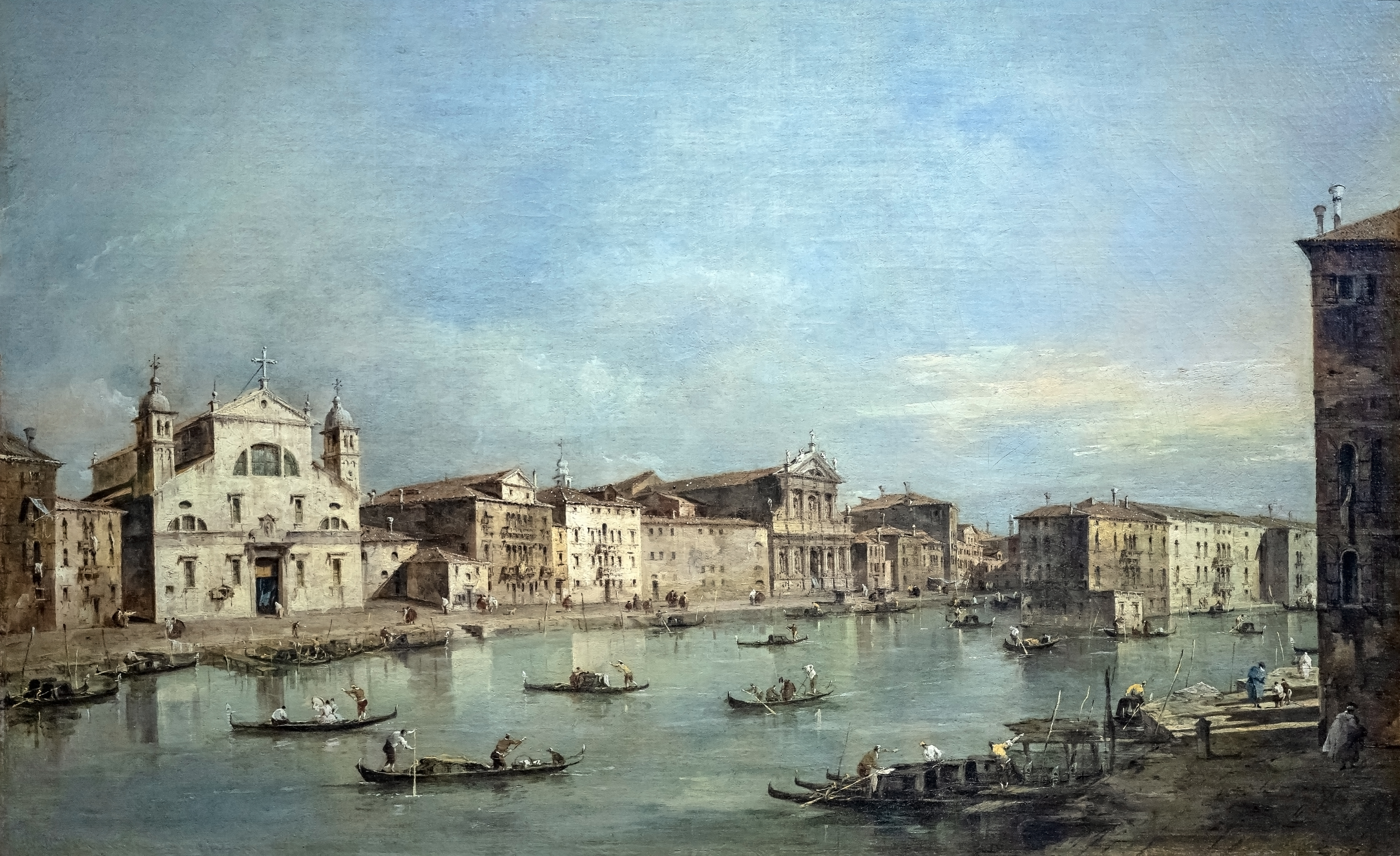
Paisatge vedutista: Església de Santa Llucia vista des del Gran Canal per Francesco Guardi

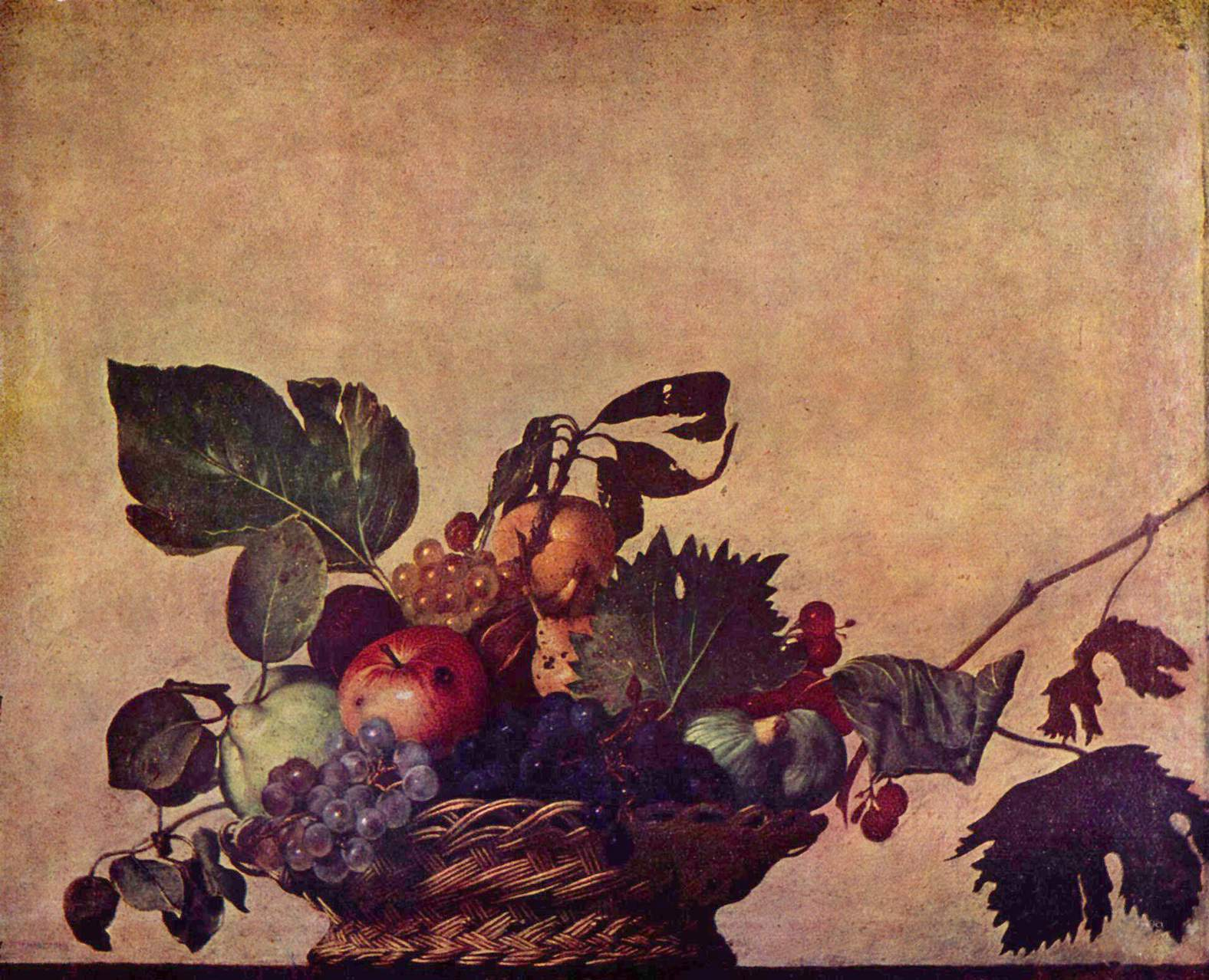
Natura morta: Cistella de fruita (c. 1599) de Caravaggio

Els gèneres artístics, a més d'un sistema de classificació temàtica de les obres, han servit com a referent dins la història de la pintura, i han influït en la tècnica, les dimensions, l'estil i l'expressió de les obres d'art. Autors com Plató (427-347 aC), Aristòtil (384-322 aC) i Horaci (65-8 aC) van afirmar que l'art és sempre una mimesi i el seu mèrit rau en el valor didàctic del que representa, sense establir diferències entre el retrat imaginat o el real. Vitruvi, ja a la segona part del segle i, va descriure la decoració de menjadors on apareixien imatges amb aliments, i altres sales presentaven paisatges o escenes mitològiques.
Durant el Renaixement, Leon Battista Alberti proposava d'elevar el grau d'«artesà de la pintura» fins a convertir-lo en un «artista liberal». Afirmà: «La feina més important del pintor és la istoria», «...la que retrata els grans fets dels grans personatges dignes de recordar-se difereix de la que descriu els costums dels ciutadans particulars, de la que pinta la vida dels pagesos. La primera té caràcter majestuós, ha de reservar-se per a edificis públics i residències dels grans, mentre que l'altra serà adequada per a jardins...».
Al segle xvi, l'aparició de la pintura a l'oli i el col·leccionisme afavorí el sorgiment de pintures més comercials i en formats més manejables, tot i seguir-se realitzant monumentals murals narratius; en aquest context, els artistes van començar a classificar els gèneres pictòrics i la corresponent especialització. Al centre de la península Itàlica, es continuà conreant la pintura històrica, mentre que els pintors del nord se centraven en els retrats i els dels Països Baixos es decantaven per la pintura de gènere a petita escala i representaven la vida camperola, paisatges i natures mortes. El 1667, André Félibien –un historiògraf, arquitecte i teòric del classicisme francès–, en un pròleg de les Conferències de l'Acadèmia, establí una jerarquia de gèneres de la pintura clàssica, en la qual citava: «la història, el retrat, el paisatge, els mars, les flors i els fruits».

### Pintura històrica
La pintura històrica era considerada un grande genre i incloïa les pintures amb temes religiosos, mitològics, històrics, literaris o al·legòrics; eren pràcticament una interpretació de la vida i promovia un missatge intel·lectual o moral. Sir Joshua Reynolds, en els seus Discursos sobre l'art presentats a la Royal Academy of Arts entre 1769 i 1790, comentava: «La gran finalitat de l'art és despertar la imaginació... D'acord i en correspondència amb el costum, jo anomeno aquesta part de l'art, pintura històrica; però hauria d'anomenar-se poètica.(...) Algunes vegades, ha de desviar-se del que és vulgar i de l'estricta veritat històrica per anar a la recerca d'una grandesa per a la seva obra». Encara que Nicolas Poussin va ser el primer pintor que va realitzar aquest gènere en un format més reduït, aquesta innovació va tenir poc d'èxit; Diego Velázquez, el 1656, va pintar Les Menines amb una mida que demostra simbòlicament que aquest retrat de la família reial entra dins del gènere de la pintura històrica. Molt més tard, Pablo Picasso, en una pintura com el Guernica (1937), també es decanta per executar una obra històrica de grans dimensions.

### Retrat
Dins de la jerarquia de gèneres, el retrat té una ubicació ambigua i intermèdia; per un costat, representa una persona, però, d'altra banda, es tracta de glorificar la vanitat d'una persona. Històricament, s'ha representat rics i poderosos; però, amb el temps, entre la classe mitjana, es va difondre la iniciativa d'encarregar retrats familiars. Encara avui, persisteix la pintura de retrat com un encàrrec de governs, corporacions, associacions o particulars.
Quan l'artista es retrata a ell mateix es tracta d'un autoretrat. Rembrant va explorar en aquest àmbit i realitzà més de seixanta autoretrats. L'artista, en general, intenta un retrat representatiu, com va afirmar Edward Burne-Jones: «L'única expressió que es pot permetre a la gran retratística és l'expressió del caràcter i la qualitat moral, no res temporal, efímer o accidental». Jan van Eyck fou un dels primers a aplicar la tècnica de l'oli en els retrats; Matrimoni Arnolfini és un exemple de retrat de parella en cos complet. Durant el Renaixement, els artistes –entre els que cal citar Leonardo da Vinci, Rafael Sanzio i Dürer- van representar l'estatus i èxit personal del retratat. A l'estat espanyol, en els segles posteriors, van destacar Zurbarán, Velázquez i Francisco de Goya. Els impressionistes francesos també van practicar aquest gènere, i hi ha exemples en l'obra de Degas, Monet, Renoir, Vincent van Gogh i Cézanne, entre d'altres. Al segle xx, cal destacar-ne Matisse, Gustav Klimt, Picasso, Modigliani, Max Beckmann, Umberto Boccioni, Lucian Freud, Francis Bacon o Andy Warhol.

### Pintura de gènere
La pintura de gènere o «escena de gènere» és el retrat dels hàbits de les persones privades emmarcats dins d'escenes quotidianes i contemporànies del pintor; també se l'acostuma a anomenar «pintura costumista». Els primers exemples populars se'n van produir als Països Baixos durant el segle xvi i, entre els artistes més destacats, cal citar Pieter Brueghel el Vell i Vermeer. No se sap amb seguretat si es tracta d'una simple representació de la realitat amb el propòsit de distreure, de vegades de manera còmica, o bé el que es pretenia era una finalitat moralitzant mitjançant exemples propers a l'espectador. No hi ha dubte que en el quadre de gènere del segle xviii sí que estaven presents la intenció satírica o moralitzant, com s'observa en obres de William Hogarth o Jean-Baptiste Greuze.
A l'estat espanyol, en trobem exemples en Diego Velázquez, que va cultivar el tema en obres com Vella fregint ous o L'aiguader de Sevilla. Francisco de Goya va reflectir, en diverses obres de cartons per a tapissos, les festes populars. També Bartolomé Esteban Murillo va fer escenes de gènere en què apareixien captaires i joves murris característics de la picaresca. A l'estat francès, Jean-Honoré Fragonard i Antoine Watteau van fer un tipus de pintures que idealitzaven la vida diària.

### Paisatge
Xina i el Japó són els països on, ja des del segle v, es troben pintures amb el tema del paisatge. A Europa, encara que apareixen elements de paisatge com a fons d'escenes narratives o en tractats de botànica i farmàcia, el seu ús s'inicia veritablement durant el segle xvi, quan amb l'aparició del col·leccionisme es van començar a demanar quadres amb temes campestres; com a especialistes, en destaquen els pintors del nord d'Europa. Així, d'una manera específica, es va imposar el tema del «paisatge holandès», que es caracteritza pel seu horitzó baix, pels cels carregats de núvols i amb motius típicament holandesos, com ara molins de vent, bestiar i barques de pesca.
Els paisatges venecians de Giorgione i els seus deixebles presenten una aparença lírica i un tractament cromàtic molt bell; aquest tipus de pintura es va desenvolupar sobretot al llarg de tot el segle xviii, dins un estil anomenat vedutisme i que presenta vistes generalment urbanes, en perspectiva, que de vegades assoleixen un estil cartogràfic. Es reprodueixen imatges panoràmiques de la ciutat i es descriuen amb minuciositat els canals, els monuments i els llocs més típics de Venècia, aïllats o amb la presència de la figura humana que, generalment, apareix representada amb una mida petita i formant part de grans grups de gent. Els pintors més destacats en foren Canaletto, Bernardo Bellotto, Luca Carlevarijs i Francesco Guardi. Els artistes de l'escola de Barbizon van ser els primers a pintar a l'aire lliure i fer un estudi sobre el paisatge a base de la llum i les seves variants; posteriorment, van influir especialment en la pintura impressionista.

### Natura morta
És el gènere més representatiu que tracta la imitació de la natura, dels objectes inanimats que, en general, formen part de la vida quotidiana, com ara fruites, flors, menjar, estris de cuina, de taula, llibres, joies, etc. Es pot afirmar que, de tots els temes, és el menys literari. El seu origen es remunta a l'antiguitat i aquests elements s'utilitzaven per a la decoració de grans salons, com es pot admirar en els frescs romans de Pompeia. Plini el Vell relata que els artistes grecs dels segles anteriors eren molt destres en l'art del retrat i de la natura morta.
Com a tema, fou molt popular dins l'art occidental a partir del segle XVI; un exemple es troba en La carnisseria de Joachim Beuckelaer. Al mateix segle, Annibale Carracci i Caravaggio van representar magnífics exemples de natures mortes. Durant el segle xvii, als Països Baixos va evolucionar un tipus de natura morta anomenat «vanitas», en què s'exposaven instruments musicals, vidre, plata i vaixella, així com joies, símbols com ara llibres, cranis o rellotges de sorra, que servien com a missatge moralitzant amb relació a com d'efímers arriben a ser els plaers dels sentits. L'Acadèmia francesa va catalogar aquest gènere com l'últim dins la jerarquia pictòrica.
La natura morta, amb l'arribada de l'impressionisme i sota el guiatge de la tècnica del color, va tornar a ser un tema habitual entre els pintors. Les pintures dels Girasols de Van Gogh són de les obres més conegudes. Durant el cubisme, trobem exemples de composicions de bodegons; en destaquen obres de Pablo Picasso, Georges Braque i Juan Gris.

## Tècniques
Les tècniques de pintura es classifiquen segons com es dilueixen i fixen els pigments en el suport en el qual es pinta. En general, i com es detalla en les tècniques que es comenten a continuació, si els pigments no són solubles a l'aglutinant, llavors romanen dispersos en aquest. És convenient distingir entre «procediment pictòric» i «tècnica pictòrica». S'entén per procediment pictòric la unió dels elements que constitueixen l'aglutinant o adhesiu, i els pigments. La forma d'aplicar aquest procediment pictòric s'anomena «tècnica pictòrica».
- Paleta de pintor, pinzells i tubs de pintura a l'oli
- El dos de maig, Francisco de Goya, pintura a l'oli

- Oli. En aquesta tècnica, el vehicle emprat per a fixar el pigment són diferents tipus d'olis i el dissolvent és la trementina. La pintura a l'oli es fa bàsicament amb pigment polvoritzat sec barrejat amb algun oli vegetal, procurant la viscositat adequada. Aquests olis s'assequen més lentament que d'altres, no per evaporació sinó per oxidació. Es formen capes de pigment que s'incrusten en la base; si es controla de manera acurada els temps d'assecatge, aquestes capes es fixen correctament en les ja existents. Aquest procés d'oxidació confereix riquesa i profunditat als colors del pigment sec, i l'artista pot variar les proporcions de l'oli i els dissolvents (generalment, trementina) perquè la superfície pintada mostri tota una gamma de qualitats: opaca o transparent, mat o brillant. Per aquesta i per altres raons, la tècnica de l'oli pot ser considerada com la més flexible. Usada d'una manera convenient, la pintura a l'oli canvia molt poc de color durant l'assecatge, encara que, a llarg termini, tendeix a groguejar una mica. La seva capacitat de suportar diferents capes successives de pintura permet a l'artista desenvolupar un concepte pictòric per etapes –Degas anomenava aquest procés bien amenée ('ben portat')– i la lentitud d'assecatge fa possible retirar pintura i repassar zones senceres. Les fotografies amb raigs X demostren que, fins i tot els grans mestres, introduïen sovint canvis durant el procés de realització d'un quadre.[18]

- Cera. En aquest cas, la cera és el vehicle i, normalment, s'usa calenta. L'encàustica –que deriva del grec enkaustikos ('gravar a foc')– és una tècnica de pintura que es caracteritza per l'ús de la cera com a aglutinant dels pigments. La barreja té efectes molt cobrents i és densa i cremosa. La pintura s'aplica amb un pinzell o amb una espàtula calenta. L'acabament és un polit que es fa amb draps de lli sobre una capa de cera calenta prèviament estesa (que en aquest cas ja no actua com a aglutinant sinó per a protegir l'obra). Aquesta operació es diu «encaustització» i està perfectament descrita per Vitruvi (c. 70-25 aC), que arribà a detallar: «Cal estendre una capa de cera calenta sobre la pintura i, a continuació, cal polir-la amb uns draps de lli ben secs.»[19]

- Aquarel·la. En la majoria dels casos, el vehicle emprat per a fixar el pigment és la goma aràbiga, una substància que s'obté de les acàcies, i el dissolvent és l'aigua. Les aquarel·les són pigments molts de manera que el resultat sigui un gra molt fi, i s'aglutinen amb goma aràbiga. La goma es dissol fàcilment en aigua i s'adhereix molt bé al paper, el suport per excel·lència de l'aquarel·la. La goma actua més com un vernís clar i de textura prima, i dona una major brillantor i lluminositat al color. En un principi, la goma aràbiga s'usava aïllada, però més tard s'hi van afegir altres components per retardar l'assecatge i aconseguir més transparència. L'aquarel·la exigeix a l'artista seguretat en els traços i espontaneïtat en l'execució, ja que la seva principal qualitat rau en la frescor i la transparència dels colors.[20]

- Guaix. Se l'anomena també «el color amb cos». És una pintura a l'aigua, opaca, feta amb pigment molt en una grau menys fi que el de les aquarel·les i, per això, és menys transparent. Igual que l'aquarel·la, el seu aglutinant és la goma aràbiga, encara que molts guaixos moderns usen un tipus de substància plàstica. L'aglutinant es combina amb un pigment blanc que el fa més opac, menys lluminós i menys transparent que en l'aquarel·la, però els colors produïts són més sòlids. És aquesta característica, la solidesa dels colors, la que sovint serveix per a usar el guaix en lloc de l'aquarel·la. És emprant el guaix que François Boucher va realitzar grans obres mestres. És interessant comprovar que els artistes del segle xviii van emprar les dues tècniques de manera conjunta, fent servir el guaix per a donar distinció a una zona concreta de la pintura feta amb aquarel·la. Segons el pintor Paul Signac: «... determinats roses violacis dels cels de Turner, certs verds de les aquarel·les de Johan Jongkind no s'haurien pogut aconseguir sense una mica de guaix.»[21]

- Acrílica. El vehicle usat són diversos materials sintètics que es dilueixen en aigua. La viscositat pot ser similar a la de l'oli, i la presentació també, ja que venen subministrades en tubs. Hi ha molts artistes que prefereixen la pintura acrílica, ja que la trementina –el dissolvent de l'oli– desprèn olors tòxiques. Es podria dir que és un substitut modern de l'oli i, com moltes innovacions, té avantatges i inconvenients. Aquest material, encara que és soluble a l'aigua, una vegada sec hi és resistent, i destaca especialment per la rapidesa de l'assecament. Així mateix, en assecar-se es modifica lleugerament el to, i més que en la tècnica de l'oli. La pintura acrílica data de la primera meitat del segle xx, i va ser desenvolupada paral·lelament a Alemanya i als Estats Units. El pintor Jackson Pollock va utilitzar les pintures acríliques tal com surten dels tubs per a aconseguir textures noves, més espesses, mentre que Morris Louis les diluïa amb una gran quantitat d'aigua per pintar grans teles que en el seu resultat final, més que una pintura, feien l'efecte d'un tenyiment.[22]

- Pastel. En la tècnica del pastel, els pigments en pols estan barrejats amb la suficient goma o resina perquè quedin aglutinats i formin una pasta seca i compacta. La paraula pastel deriva de la pasta que així es forma; aquesta pasta es modela en forma d'una barreta de la grandària aproximada d'un dit que s'usa directament sobre la superfície a treballar –generalment, paper o fusta–, sense necessitat de pinzells o espàtules, ni de cap dissolvent. Es produeixen colors forts i opacs i la major dificultat és l'adhesió del pigment a la superfície on es pinta; per això, en finalitzar el dibuix, se sol emprar algun fixador atomitzat (esprai) especial. El pastel, generalment, s'usa com el crayon o el grafit (llapis); el seu recurs expressiu més afí és la línia amb la qual es poden fer trames, tot i que també se sol usar la pols que tendeix a deixar anar el pastel (que és semblant a la del guix) per a aplicar-hi color. Molts artistes han emprat aquesta tècnica a partir del segle XVI; Leonardo da Vinci va ser un dels primers d'utilitzar-lo per retocar el seu dibuix d'Isabel d'Este. Altres artistes reconeguts que l'han usada són Hans Holbein el Jove, Correggio, Fragonard i Degas.[23]

- Fresc. Sovint el terme fresc s'usa incorrectament per a descriure moltes formes de pintura mural. Fent un símil, el veritable fresc representa per a les tècniques pictòriques modernes el que el llatí representa als idiomes moderns. La tècnica del fresc es basa en un canvi químic. Els pigments de terra molts i barrejats amb aigua pura, s'apliquen sobre una argamassa de calç i sorra feta recentment, mentre la calç està encara en forma d'hidròxid de calci. A causa del diòxid de carboni de l'atmosfera, la calç es transforma en carbonat de calci, de manera que el pigment cristal·litza en el si de la paret. Els procediments per a pintar al fresc són senzills però laboriosos i consumeixen molt de temps. Aquesta tècnica de pintura acostuma a ser estable i de llarga durada, encara que es pot fer malbé per causes físiques, químiques o bacteriològiques; el factor freqüent més nociu és la humitat que provoca l'alteració dels colors causant la dissolució del carbonat de calci i el desenvolupament de la floridura.[24]

- Tinta, també anomenada tinta xinesa, junt amb el grafit són més aviat tècniques de dibuix. Generalment, la presentació és en estat líquid encara que també es troba en forma d'una barra molt sòlida que s'ha de moldre i diluir per al seu ús. S'usa sobre paper i els colors de tinta més emprats són el negre i el sépia, encara que actualment s'usen molts d'altres de diferents. La tinta s'aplica de diverses maneres, com, per exemple, amb ploma o plomí, estris més adequats per al dibuix o la cal·ligrafia que per a pintures. Les diferents puntes de plomí o tremp s'utilitzen amb una càrrega de tinta que serveix per a fer línies, sia per dibuixar o per escriure. També s'aplica la tinta amb un pinzell, i s'utilitza bàsicament com en l'aquarel·la –s'anomena aiguada–; la tècnica mil·lenària anomenada cal·ligrafia, com en l'escriptura japonesa, també es realitza en tinta i pinzell sobre paper. Una altra forma d'aplicar la tinta és amb un tiralínies (carregador de tinta) o rapidograph.

- Tremp d'ou. L'aglutinant n'és una emulsió, generalment d'ou o caseïna. Tradicionalment, es barreja rovell d'ou amb aigua destil·lada, però també es pot formar una emulsió amb oli, llet, làtex de figa i, fins i tot, amb cera, però sempre amb aigua. En la seva descripció de la paraula tremp, Vasari també empra la combinació d'oli amb vernís. Grans obres mestres, com per exemple El naixement de Venus de Sandro Botticelli, estan fetes amb aquesta tècnica.[25] Segons explica D. V. Thompson:

| «                                                                                   | Una pintura a l'ou ben feta està entre les formes de pintura més duradores que ha inventat l'ésser humà. Sota la brutícia i els vernissos, moltes obres medievals al tremp d'ou estan tan fresques i brillants com quan es van pintar. Normalment, les pintures al tremp d'ou han canviat menys en cinc-cents anys que quadres a l'oli en trenta. | » |
| — D.V. Thompson. The Materials and Tecniques of Medieval Painting, 1956, Nova York. | |   |

- Grisalla. És una tècnica pictòrica basada en una pintura monocroma en clarobscur, en «llum i ombra» com la va anomenar Vasari. El color està fet d'una mescla d'òxids de ferro i de coure i d'un fundent, i el resultat produeix la sensació de ser un relleu escultòric. Al segle xiv, els escultors la va utilitzar per a realitzar esbossos preparatoris dels seus dibuixos i així aconseguir un efecte de relleu mitjançant diverses gradacions d'un sol color. Sota el regnat de Carles V, l'ús de la grisalla s'usà en l'elaboració de miniatures, vitralls i pintures. També la pintura flamenca es caracteritzà pel seu ús; per exemple, en el dors dels retaules, s'acostumava a representar una Anunciació en grisalla, com s'observa en L'adoració de l'anyell místic de Jan Van Eyck (catedral de Sant Bavó a Gant). Josep Maria Sert la feu servir i anà més enllà en la seva evolució cromàtica, amb un predomini de la monocromia daurada. Emprava una gamma cromàtica limitada: ors, ocres, terres torrades amb tocs de carmí, i utilitzava com a fons una rica preparació en metall, plata i pans d'or.[26]
- Puntillisme. És la tècnica que va sorgir durant el neoimpressionisme, especialment per Georges Seurat. En lloc de realitzar pinzellades damunt el suport que es pinta, es van executant petits punts esfèrics de colors purs, uns molt propers als altres. Quan s'observa el quadre des d'una certa distància, d'acord amb les relacions físiques que existeixen entre els colors –la interacció entre els colors primaris i complementaris–, el conjunt de puntets produeix una barreja òptica i és capaç de produir en l'observador l'efecte de la unió entre aquests.[27]

### Altres tècniques
Cal citar algunes tècniques més actuals, com el dripping o el grafit, que mostren altres possibilitats d'expressió de l'art pictòric.
- Dripping. És una pintura automàtica; segons els surrealistes, el resultat és una pintura casual, feta amb gotes i esquitxades de pintura. És la tècnica pictòrica característica de l'«action painting» ('pintura d'acció') desenvolupada a Nord-amèrica. L'artista realitza l'obra passejant per sobre de la superfície, fent servir grans brotxes o directament el mateix pot de pintura, tot deixant caure el degoteig del color, normalment esmalt, i es formen els traços sobre el suport.

- Grafit. És una pintura envasada en aerosols i s'utilitza prement un botó superior pel qual surt el líquid en una aspersió molt fina; permet pintar grans superfícies, sovint en els murs dels carrers. Des del final de la dècada del 1970, a les ciutats, es van començar a veure moltes d'aquestes obres signades i cada vegada més ben elaborades; fins i tot, es fabriquen pintures en aerosol exclusivament per aquests artistes. De vegades, s'utilitzen plantilles per a retallar la superfície que es vol pintar, i també existeixen plantilles per a lletres en el mercat, encara que el més corrent és que els mateixos artistes es facin les seves plantilles.

Una darrera consideració són les anomenades tècniques mixtes. De vegades, s'empren diverses tècniques en un mateix suport. El collage, per exemple, que és una tècnica artística no pictòrica que es converteix en una tècnica mixta quan es realitzen intervencions amb guaix, oli o tinta.

## Materials

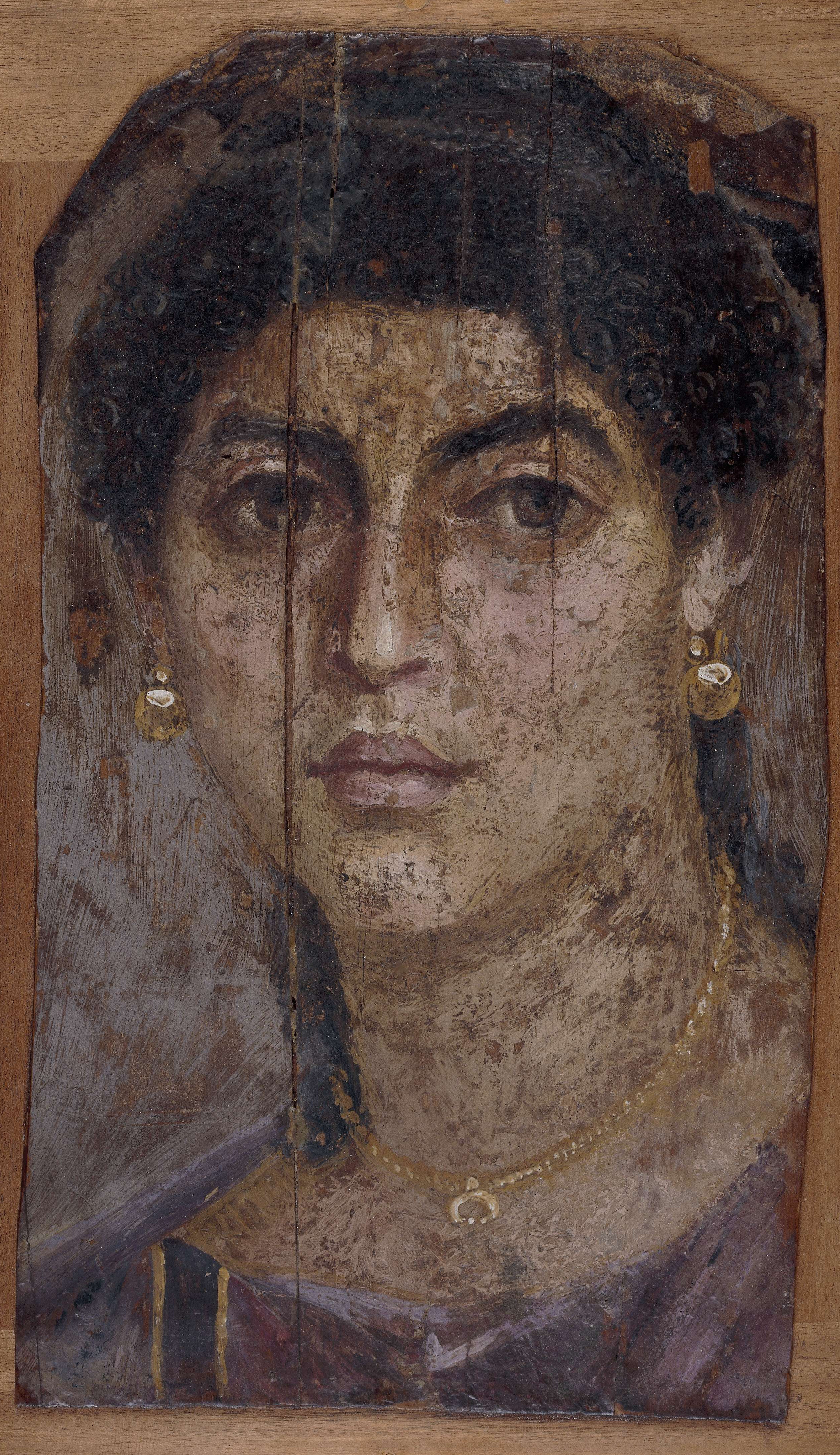
Pintura amb cera o encàustica sobre taula (el Faium)

Existeix informació escrita sobre els materials que els artistes han emprat al llarg de la història; existeixen documents com les notes dirigides a altres artistes o l'examen tècnic i científic d'algunes obres d'art. Aquests exàmens són molt útils per a reforçar les proves documentals. Com és natural, a partir del segle xx, s'han fet servir més quantitat i diversitat de materials.

### Suports
El suport compleix la funció de ser el portador del fons i de les capes de pintura. Els suports són molt variats; els més tradicionals són el paper, el cartó, la fusta, el llenç i els murs, als quals s'hi poden afegir, entre d'altres, el metall, el vidre, el plàstic o el cuir. Tots necessiten una emprimació especial, que depèn del procediment pictòric que es vulgui seguir.

#### Taula de fusta
La taula de fusta ha estat un dels suports més utilitzats al llarg de la història. Els artistes egipcis ja pintaven sobre la fusta dels sarcòfags i, especialment, durant l'edat mitjana, en trobem molts exemples en els retaules o frontals dels altars. L'emprimació tan sols requeria una capa de cola o, en cas d'haver de daurar-lo amb pa d'or, calia fer una altra preparació prèvia amb coles, guix i argila. Aquest també fou el principal suport per a la pintura de cavallet europea fins al segle xv.
La fusta massissa, que es feia servir antigament, s'havia de cobrir amb tires encolades de tela de lli per a poder dissimular-ne les juntes. També, de vegades, es cobria completament amb la tela i així s'evitava l'aparició posterior d'esquerdes. Així ho explica Cennino en la seva obra Il Llibre dell'Art, publicada el 1390. També s'ha utilitzat el contraplacat i el conglomerat, uns taulers prefabricats que ofereixen la característica de tenir les superfícies llises i sense unions. Existeix l'anomenat tàblex que, a més de lleuger, té dues cares: una de llisa i una altra de rugosa. S'acostuma a utilitzar per a la part rugosa, ja que la llisa necessita una preparació per tal que la pintura s'hi adhereixi correctament.

#### Llenç

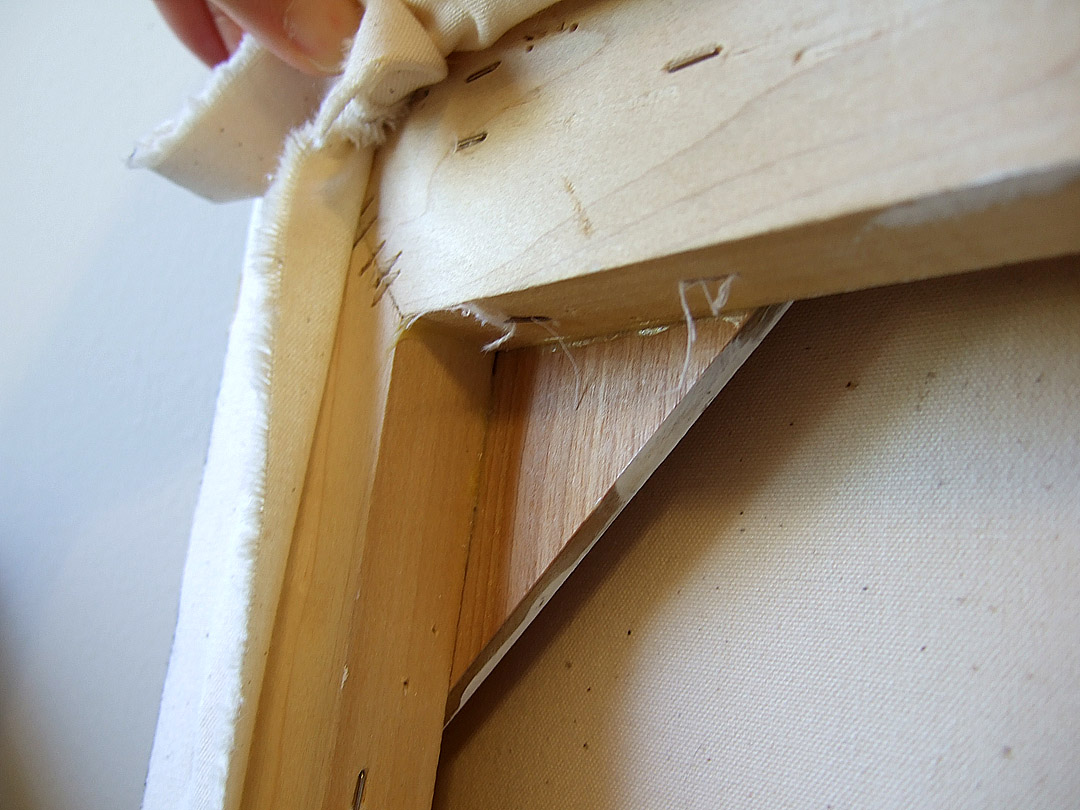
Vista posterior d'un bastidor en construcció, suport de fusta sobre el qual tensar la tela

Plini el Vell va dir que l'emperador Neró va encarregar un retrat seu sobre una tela de 36,5 metres de llarg. Al segle x, Heracli, en el seu manuscrit De Coloribus et Artibus Romanorum, descrivia com es prepara un llenç de lli per poder-lo pintar i daurar, tesant la tela i preparant-la amb cola de pergamí. La pintura sobre tela, per la seva gran lleugeresa, va ser utilitzada sobretot al nord d'Europa i després a Itàlia. A partir del segle xviii, va ser habitual el seu ús en bastidor fix i des del segle xix es van comercialitzar en sèrie.

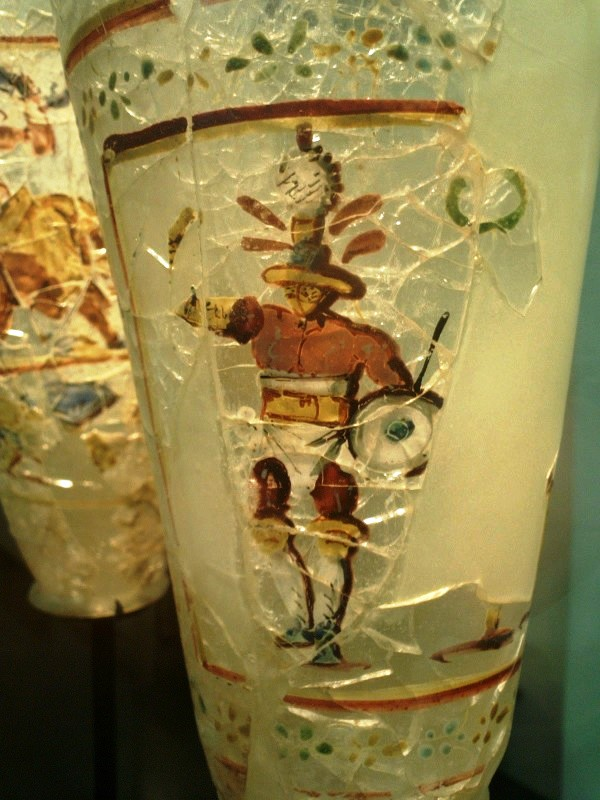
Vidre pintat grecoromà (segle II)

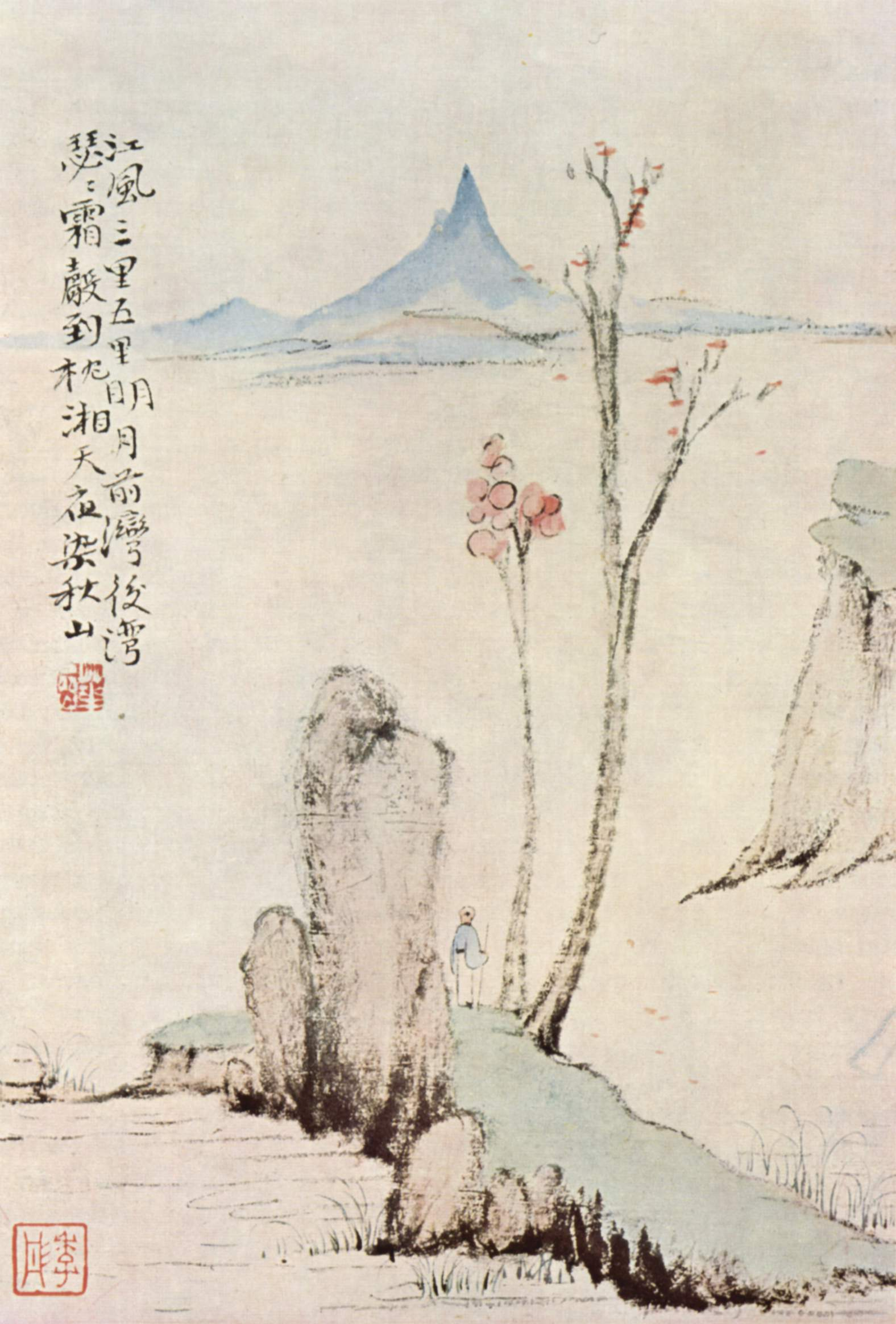
Paper d'arròs xinès (1729)

Els llenços més usats són els provinents de fibres vegetals, com ara el cànem, el lli, el jute o el cotó. Tots es presenten amb gra fi o gruixut, segons el resultat que pretengui obtenir l'artista; actualment, també hi ha suports fets de teixit de polièster. Aquests llenços es poden adquirir a metres i el mateix pintor els munta sobre un marc o en fa servir els que hi ha al mercat amb una oferta de tipus i formats diferents. Existeix una numeració internacional en què s'indiquen les mides de llargada i amplària de cada bastidor. A més a més, es donen tres formats diferents que correspon al de «figura», «paisatge» i «marina». La mida d'un costat és sempre la mateixa i l'altra va disminuint; per exemple, el «40 figura» mesura 100 x 81 cm, el «40 paisatge» mesura 100 x 73 cm, i el «40 marina» mesura 100 x 64 cm. Naturalment, no cal seguir aquesta regla i cada autor pot realitzar la seva obra amb la mida que més desitgi. La majoria de llenços del mercat estan preparats amb oli de llinosa i tapaporus i també existeixen preparacions a base d'emulsions aptes per a l'oli o l'acrílic; d'aquesta manera, se simplifica la preparació d'emprimacions per a diferents tipus de pintura i s'obté sempre el mateix resultat.

#### Vidre
El vidre és un altre suport apte per a pintar. Així, s'usa en objectes com gerres o vasos, que una vegada decorats en fred, han de ser escalfats al forn a una temperatura inferior a la fusió del vidre. Els exemples més coneguts en vidre els trobem en les vidrieres de les catedrals a partir del segle xii; es col·locaven vidres de colors i es pintaven amb la tècnica de la grisalla; d'aquesta manera s'aconseguia, d'una banda, canviar el color del vidre de fons i, d'altra banda, fer els traços de les figures representades, especialment els dels rostres.

#### Paper
S'han datat restes de paper procedents de la Xina que es remunten aproximadament al 200 aC. Es considera que el xinès Cai Lun (50 aC-121) fou l'inventor del paper; era un eunuc imperial que va millorar l'elaboració del paper gràcies a l'afegit de midó que protegia les fibres vegetals; d'aquesta manera, el convertí en un producte que podia ser una alternativa al papir i al pergamí, els suports tradicionals de l'escriptura.
El paper és utilitzat en diverses tècniques pictòriques; les més habituals són l'aquarel·la, el guaix, el pastel i la tinta xinesa negra o de colors. N'existeix una gran varietat de textures, pesos i colors, i la seva elecció depèn de la intenció de l'artista i l'estil que conrea. N'hi ha tres tipus estàndards: 
- Paper premsat en calent, que té una superfície dura i llisa; molts artistes la consideren una superfície massa relliscosa per a l'aquarel·la.
- Paper premsat en fred; presenta textures, és semiaspre i adequat per a rentatges amplis i llisos.
- Paper aspre, que té una superfície granulada; quan s'aplica un rentatge, s'obté un efecte pigallat a causa de les cavitats del paper.

El pes del paper és la segona característica a considerar en l'elecció, ja que un paper més pesant té menys tendència a ondular-se; per evitar que s'onduli, cal tesar-lo. El gramatge apropiat per a l'aquarel·la és d'entre 120 g/m² i 850 g/m².

#### Coure
No és un suport massa habitual; es va usar principalment durant el segle xvi en làmines molt primes. L'utilitzaren pintors del nord d'Europa, com l'artista alemany Adam Elsheimer. La mida normalment petita d'aquestes planxes fa pensar que els artistes que les van emprar les havien reciclades d'antics gravats.

### Aquarel·la

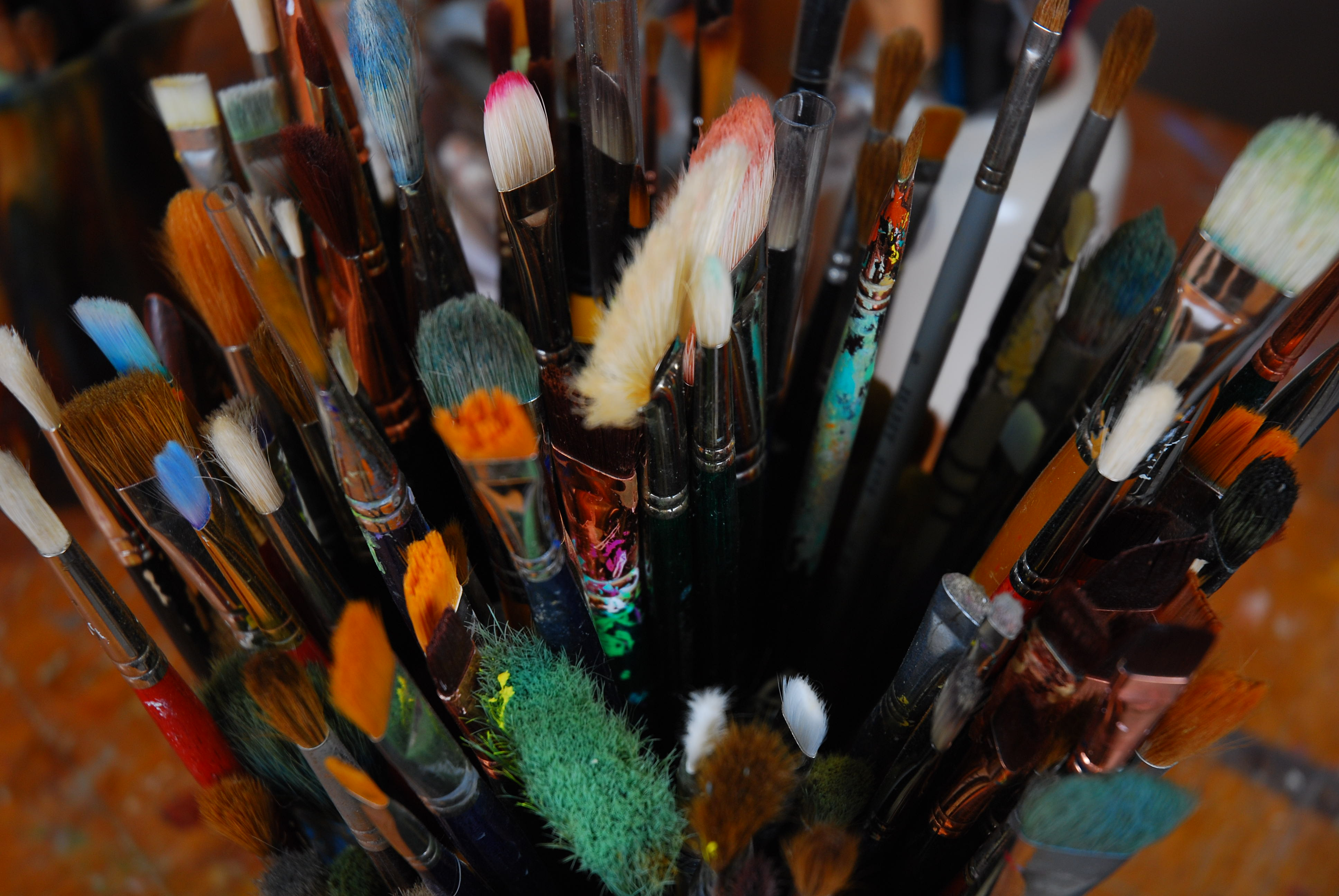
Pinzells

El pinzell es fa servir normalment per estendre la pintura sobre una superfície. Consta de tres parts: el pèl, la fèrula o virolla, i el mànec. Es distingeixen pel pèl i la seva forma; els plans i els de «llengua de gat» acostumen a ser de pèl dur, i els rodons de pèl fi. Els pinzells, els escullen els artistes segons el treball que han de realitzar i la forma en què executaran la pintura. En el cas de grans superfícies, s'utilitzen les brotxes més grans, l'interior de les quals és buit per recollir una quantitat més gran de pintura; les brotxes més petites ja no tenen aquest espai buit central. Els pèls solen ser o bé naturals, i provenen de diferents animals (cavall, marta, porc, etc.), o de crins artificials.
Per emprimare la pintura sobre la superfície escollida, també s'utilitzen roleus de diferents mides i materials com, per exemple, de llana, goma-escuma o fibres; també esponges naturals o artificials, ganivets de paleta i espàtules metàl·liques de fulla flexible i de formes diverses, que serveixen per unir diferents colors i també per pintar amb aquestes.

### Oli

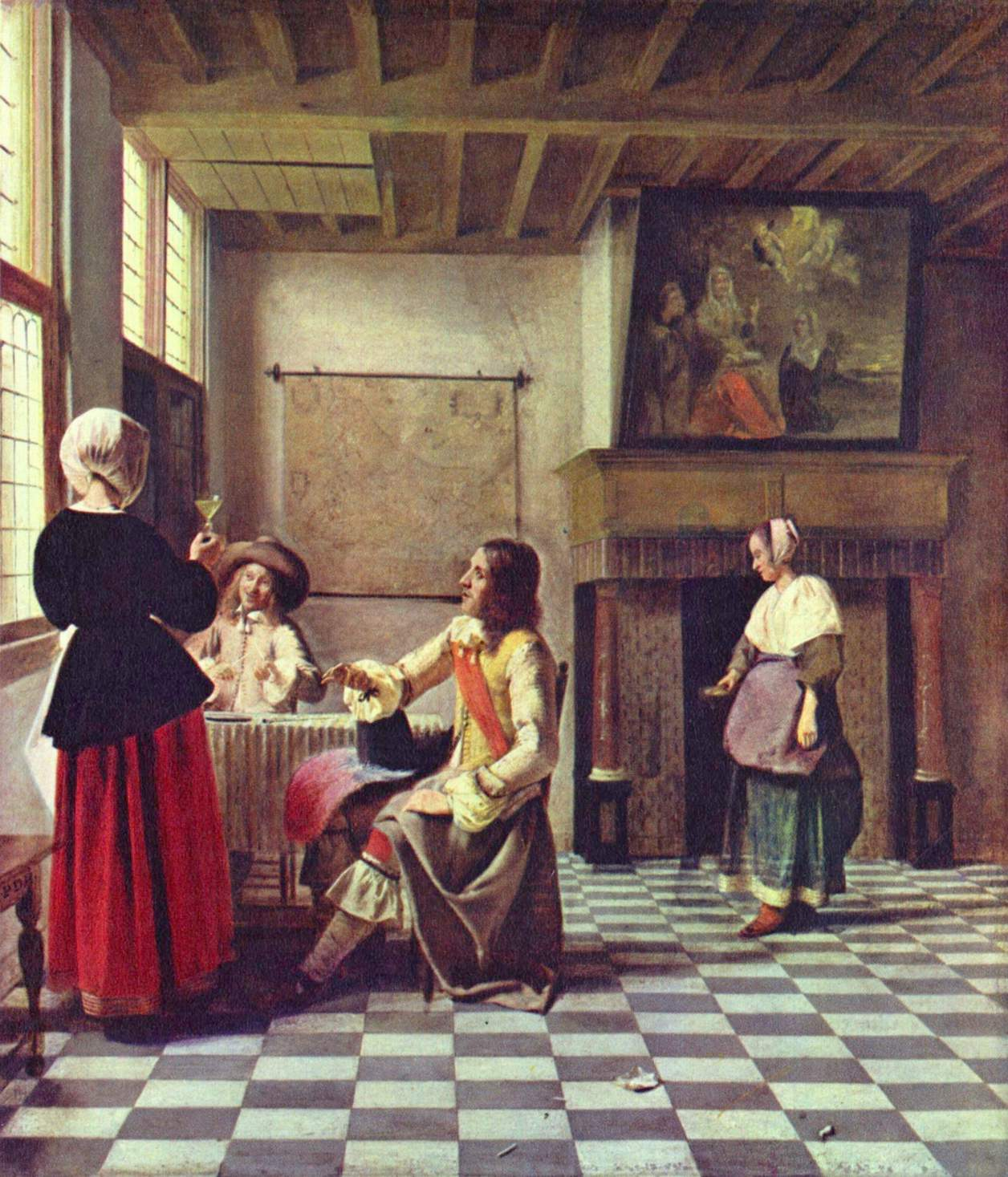
Interior amb una dona bevent en companyia de dos homes, de Pieter de Hooch. A través de la transparència de la faldilla de la dona de la dreta i de la capa de l'home, a mesura que passen els anys s'aprecia les rajoles pintades anteriorment com a fons de la pintura

Abans de començar una pintura en qualsevol tipus de suport, s'acostuma a modificar el fons amb un tractament d'emprimació; d'aquesta manera, s'aconsegueix una superfície pintada amb el color i la textura que desitja l'artista. Se solia fer l'emprimació per un mitjà orgànic, com l'oli o la cola, barrejat amb el color blanc o un d'acolorit. Aquests mitjans adhesius eren coles d'animals (sovint de peix), assecants i emulsions d'ou, oli o resina. El color sòlid s'aconseguia tot afegint calç, pedra tosca, o terra ocre. Aquest procediment determinava també l'efecte visual de l'obra finalitzada.
El color del fons del suport, si és blanc, permet reflectir la llum a través de les capes de pintura, i si és d'un color fosc tendeix a rebaixar el to de la pintura. Vasari explica en el seu tractat Sobre la tècnica (pròleg de Les Vides, 1550) que els fons oliosos tenen l'avantatge de conservar la seva flexibilitat encara que necessiten un temps més gran per al seu assecament; era molt útil en el cas dels llenços de grans dimensions que calia enrotllar per al seu trasllat. Durant els segles xvii i XVIII, sovint es van fer servir els fons pintats amb tons de terra vermellosos, fet que permetia deixar alguns espais sense pintar i el quadre guanyava en uniformitat tonal. Des del segle xix, els fons comercials han estat preparats de manera industrial amb blanc de plom i secant.

### Aglutinant
Els pigments poden ser de tipus inorgànic o orgànic. Els inorgànics solen ser derivats de minerals, terres, sals o òxids, amb els quals s'aconsegueixen els colors de terres ocres i sienes. Els orgànics tenen origen vegetal o animal i s'aconsegueixen amb la cocció de llavors, amb calcinacions, o s'obtenen per la via sintètica, com un compost orgànic del tipus de les anilines. Els pigments orgànics acostumen a ser menys estables que els inorgànics.
El pigment junt amb l'aglutinant dona lloc la pintura. L'aglutinant és el que permet aconseguir la fluïdesa del pigment i fer possible l'adhesió de la pintura a la superfície; pot ser aquós o gras. El dissolvent té la missió de diluir o dissoldre el pigment i varia en funció de la classe de l'aglutinant emprat. Així, l'aiguarràs dilueix l'oli i dissol la resina, i l'aigua dissol la goma i, una vegada dissolta, també es fa servir per a diluir-la encara més.
Segons l'índex d'opacitat de la pintura emprada, a mesura que passen els anys, pot copsar-se millor el fons d'una pintura i els «penediments» (canvis realitzats) de l'artista durant la seva execució. Mitjançant un microscopi, es poden observar les partícules del pigment; en les pintures realitzades abans del segle xviii, com més gruixut era el gra del pigment, més baixa era la qualitat de la pintura. Durant el segle xix, es van sintetitzar matèries colorants que s'usaven com a pigments; es feien servir el blau cobalt, el groc zinc i l'òxid de crom, entre d'altres. El nombre de pigments ha anat creixent fins a l'actualitat, en què n'existeix una gran varietat i tots d'excel·lent qualitat.

## Quadres més cars

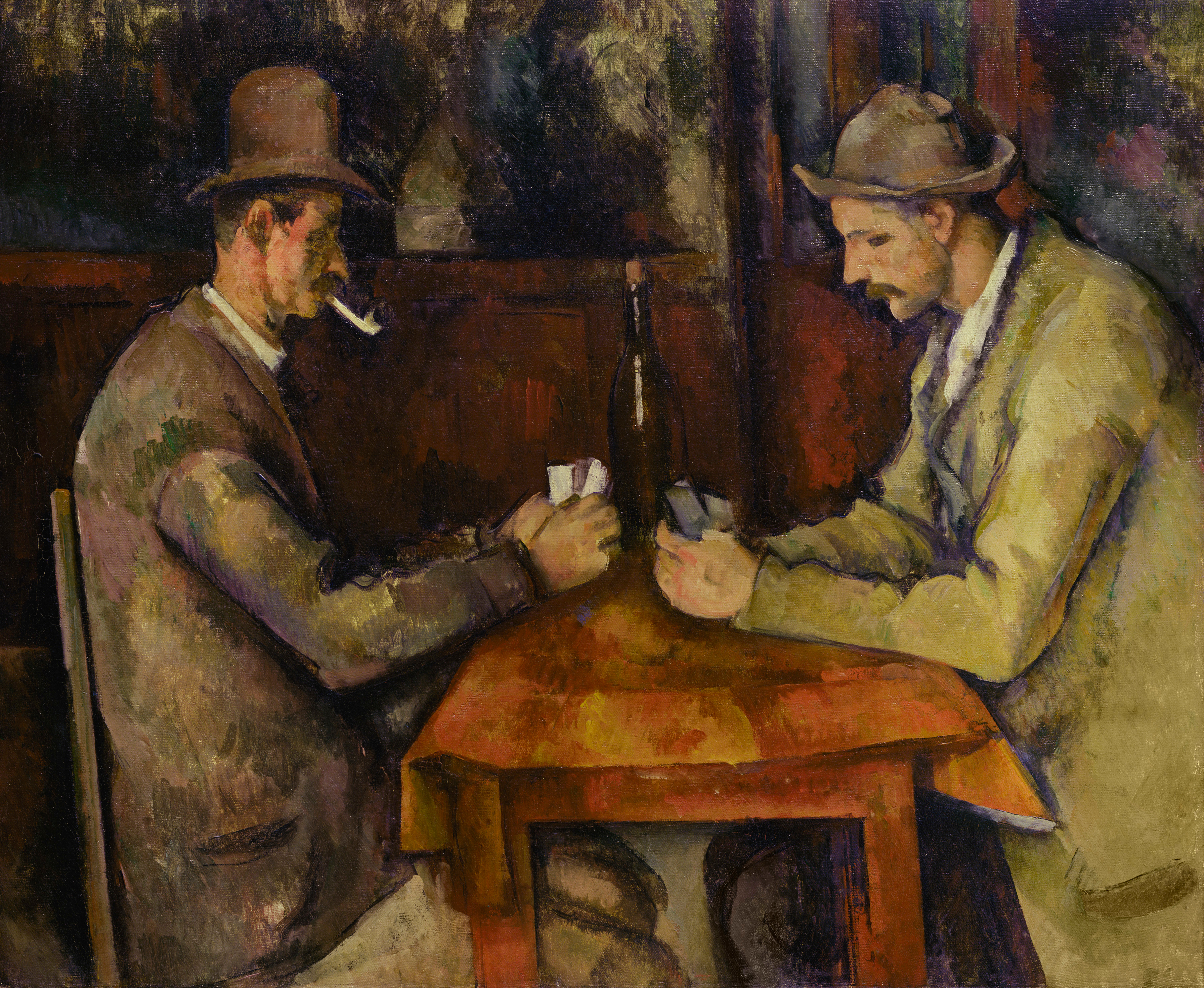
Els jugadors de cartes

Els quadres més cars segons el seu preu de venda són:
- Els jugadors de cartes, de Paul Cézanne (250 milions de dòlars)
- El somni, de Pablo Picasso (155 milions de dòlars)
- Tres estudis de Lucian Freud, Francis Bacon (142,2 milions de dòlars)
- Número 5, de Jackson Pollock (140 milions de dòlars)
- Woman III, de Willem de Kooning (137,5 milions de dòlars)